# Црква Покрова Пресвете Богородице у Кричкама
Црква Покрова Пресвете Богородице у Кричкама је гркокатоличка (унијатска) црква из 19. вијека. У народу је позната као „Рога“, због два велика звоника која су је красила. Данас је у руинираном стању, али се планира њена потпуна реконструкција.

## Градња цркве
Већ на самом почетку унијаћења у Далмацији 1832. године, почели су планови о подизању цркве. Грађена је државним новцем (Аустријског царства), по нацртима архитекте Валентина Пресанија, у класицистичком стилу. У исто вријеме је грађена идентична црква у Баљцима, а звала се Успење Господово. Потрошено је 50.000 форинти за њихову изградњу, што је тада била највећа инвестиција државе у овом дијелу Далмације. Темељи цркве су положени још крајем 1832. године. У фебруару 1833. долази до заустављања радова, али су они убрзано настављени након убиства попа Кричке марта 1834. Унијатска црква у Кричкама је освећена 19. јануара 1835, уз присуство грофа Лилијенберга и унијатског бискупа из Крижеваца, Гаврила Смичикласа. Том приликом је организовано велико славље и парада. Сљедећи дан је освећена и црква у Баљцима.

## Унијатска жупа (парохија)
Жупа или парохија Кричке је осим Кричака захватала још неколико сусједних села, те град Дрниш. Вјерници ове цркве су придобијани исписавањем из матичних књига Српске православне цркве и уписивањем у нове унијатске матичне књиге. Посљедњи унијати у овој жупи су били из породица Кунац и Галић у Кричкама, Милаковић на Мосећу, Трива на Седрамићу, те Вежић, Вранковић-Шуша и Дерета у Дрнишу. Према гркокатоличким тврдњама је 1939. године у жупи Кричке било 134 вјерника. Неколико година касније су нестали, вративши се у православље (Кунци, Галићи, Дерете и дио Милаковића) или поставши римокатолици (Триве, Вранковићи, дио Милаковића и изумрли Вежићи).
У цркви су служили свештеници из Жумберка и Крижеваца, гдје је унијатство одавно укоријењено. Први је био Василије Бубановић. Унијатски свештеници су били високо образовани људи, значајни у друштвеном и политичком животу. Посебно се истицао жупник Никола Храниловић, који је био један од покретача изборних дјелатности у Дрнишу, приликом првих избора за далматински парламент 1861. године. Њега је замијенио Милош Николић, оснивач прве школе у селу. Послије њега је жупник у Кричкама био Владислав Лабош. Посљедњи унијатски поп у Кричкама је био Јанко Хераковић, до 1942. године.

## Пропадање цркве
Крајем 19. вијека, број унијата у жупи је значајно опао. По завршетку Првог свјетског рата (1918) и стварању Краљевине СХС, дуго није било гркокатоличког свештеника у цркви. Из Крижеваца су повремено стизале инспекције да извиде стање. Нови унијатски поп, Јанко Хераковић, добио је кључеве жупне куће 24. новембра 1925. Он је уједно био и администратор жупа Баљци и Врлика.
У Другом свјетском рату су партизани 1942. опљачкали и девастирали црквено имање. Поп Јанко је тада побјегао у Крижевце с матичним књигама. Унијатска кућа поред цркве је касније постала четнички штаб. Доласком партизана и комунистичке власти крајем рата, сама црква је служила као складиште сијена, због чега је изгорјела након удара грома. Жупна кућа је преуређена у школу. Током посљедњег рата, 1992. године, минирана су јој оба звоника, по којима је била позната као „Рога“.

## Обнова
Планови о обнови цркве су постојали још крајем 1980-их, пред почетак рата, али нису спроведени. Године 2009. су почели радови на њеној потпуној реконструкцији, чишћењем околног терена. Радове финансира Крижевачка бискупија, уз помоћ Министарства културе Хрватске. Крижевачки бискуп Никола Кекић је 17. октобра служио Молебан испред рушевина цркве у присуству ходочасника из Крижеваца. У октобру 2011. је постављено звоно испред цркве и покренута је обнова самог објекта.